# Ikalis centraltätort
Ikalis centraltätort (finska: Ikaalisten keskustaajama) är en tätort (finska: taajama) och centralort i Ikalis stad (kommun) i landskapet Birkaland i Finland. Vid tätortsavgränsningen den 31 december 2021 hade Ikalis centraltätort 3 779 invånare och omfattade en landareal av 6,33 kvadratkilometer.